# 15-й стрелковый корпус
15-й стрелковый корпус (15-й ск) — воинское соединение в составе Вооружённых Сил СССР до и во время Великой Отечественной войны.

## История
12 мая 1934 года приказом по войскам Украинского военного округа № 0038 был сформирован 15-й стрелковый корпус с управлением (штабом) в город Чернигов (май 1934 года — сентябрь 1939 года),.
Входил в состав: УкрВО (май 1934 — июнь 1935), КиевОВО (июнь 1935 — сентябрь 1939, октябрь 1939 — январь 1940, март — июнь 1940), 5-й армии Украинского фронта (сентябрь — октябрь 1939), 13-й армии Северо-Западного фронта (январь — март 1940), 12-й армии Южного фронта (июнь — июль 1940), КиевОВО (с июля 1940).
26 июля 1938 года корпус вошёл в состав Житомирской армейской группы Киевского особого военного округа (далее КОВО).
В 20 сентябре — октябре 1938 для оказания помощи Чехословакии войска корпус находился в боевой готовности в районе западнее г. Новоград-Волынского.
В сентябре — октябре 1939 корпус участвовал в военном походе Красной Армии на Западную Украину. Корпус входил в состав Шепетовской армейской группы, Северной армейской группы, 5-й армии Украинского фронта.
В июне — июле 1940 корпус участвовал в военном походе Красной Армии в Северную Буковину в составе 12-й армии Южного фронта.
С 22 июня по август 1941 корпус участвовал в Великой Отечественной войне Советского Союза против Германии и её союзников.
Управление дислоцировалось:
- в г. Чернигове (май 1934 — сентябрь 1939);
- в г. Ковеле (с октября 1939)[2].

## Полное название
15-й стрелковый корпус

## Подчинение
| Дата                            | Фронт                         | Армия                        | Корпус | Примечания |
| ------------------------------- | ----------------------------- | ---------------------------- | ------ | ---------- |
| май 1934 — июнь 1935            | Украинский военный округ      |                              |        |            |
| июнь 1935 — 26 июля 1938        | Киевский военный округ        |                              |        |            |
| 26 июля 1938 — 16 сентября 1939 | Киевский особый военный округ | Житомирская армейская группа |        |            |
| 16 — 18 сентября 1939           | Украинский фронт              | Шепетовская армейская группа |        |            |
| 18 — 28 сентября 1939           | Украинский фронт              | Северная армейская группа    |        |            |
| 28 сентября — октябрь 1939      | Украинский фронт              | 5-я армия                    |        |            |
| октябрь 1939 — январь 1940      | Киевский особый военный округ |                              |        |            |
| январь — март 1940              | Северо-Западный фронт         | 13-я армия                   |        |            |
| март — июнь 1940                | Киевский особый военный округ |                              |        |            |
| июнь — июль 1940                | Южный фронт                   | 12-я армия                   |        |            |
| июль 1940 — 22 июня 1941        | Киевский особый военный округ | 5-я армия                    |        |            |
| 22.06 — июль 1941               | Юго-Западный фронт            | 5-я армия                    |        |            |

## Командование (время)
Командиры корпуса:
- Григорьев, Пётр Петрович (1934—1935)[4]
- комдив Тарасенко, Владимир Васильевич (февраль 1935 — июль 1937)
- комбриг Кособуцкий, Иван Степанович (август — сентябрь 1937)
- комбриг, с 17.02.1938 комдив Филатов, Пётр Михайлович (29.09.1937 — июнь 1938)
- комбриг Ремезов, Фёдор Никитич (15 июля — 23 июля 1938)
- комдив Репин, Василий Иванович (23.07.1938 — 11.10.1939)
- комбриг, с 4.11.1939 комдив Королёв, Михаил Филиппович (11.10.1939 — 4.06.1940)[5]
- полковник Федюнинский, Иван Иванович (апрель — август 1941)[1][6].
- генерал-майор Привалов, Пётр Фролович (ноябрь—декабрь 1942)[7].
- генерал-лейтенант Людников, Иван Ильич (1.06.1943 — 27.05.1944)[8].

Заместители командира корпуса по политической части, с 10.05.1937 военные комиссары:
- Колобяков, Александр Филаретович, военный комиссар корпуса, бригадный комиссар, (на 09.03.1939)[9][10].
- Быстров, Михаил Павлович, заместитель командира корпуса по политической части — начальник отдела политической пропаганды, полковой комиссар, (…, апрель — … 1941)[1],[6].

Начальники штаба:
- Рогозный, Зиновий Захарович, начальник штаба генерал-майор, (…, апрель — … 1941)[6].

Другие командиры корпуса:
- Коновалов, Василий Филиппович, начальник политического отдела корпуса, дивизионный комиссар (на 28.11.35).
- Буданов, Фёдор Иванович, помощник командира корпуса, комбриг, (на 17.02.1939).
- Стрелков, командующий артиллерией корпуса, полковник, (…, апрель — … 1941)[6].
- Шерстюк, Гавриил Игнатьевич, командир 45-й стрелковой дивизии 15-го ск, генерал-майор[1][6].
- Тимошенко М. П., командир 62-й стрелковой дивизии, полковник[1][6].
- Алябушев, Филипп Фёдорович, командир 87-й стрелковой дивизии 15-го ск, генерал-майор[1][6].

## Отличившиеся воины
- Калёнов, Пётр Николаевич, старший сержант, помощник командира взвода 179 отдельной ордена Красной Звезды роты ранцевых огнемётов.
- Людников, Иван Ильич, генерал-лейтенант, командир корпуса.
- Турбин, Дмитрий Иванович, полковник, начальник артиллерии корпуса.

## Состав
На 1.07.1935:
- 7-я стрелковая дивизия
- 46-я стрелковая дивизия
- 2-я Кавказская стрелковая дивизия им. тов. Стёпина

На 1936:
- 7-я стрелковая дивизия
- 46-я стрелковая дивизия
- 60-я Кавказская стрелковая дивизия им. тов. Стёпина

На 16.09 — октябрь 1939:
- Управление корпуса.
- Корпусные части.
- 60-я Кавказская стрелковая дивизия им. тов. Стёпина.
- 45-я стрелковая дивизия.
- 87-я стрелковая дивизия.

На апрель, …, 22 июня 1941:
- Управление корпуса.
- Корпусные части:
  - 231-й корпусной артиллерийский полк.
  - 264-й корпусной артиллерийский полк.
- 45-я стрелковая дивизия
- 62-я стрелковая дивизия
- 87-я стрелковая дивизия

На 1.06.1943:
- 8-я стрелковая дивизия — командир, полковник П. М. Гудзь.
- 74-я стрелковая дивизия- командир, генерал-майор А. А. Казарян.
- 148-я стрелковая дивизия — командир, генерал-майор А. А. Мищенко.

## Боевая деятельность
1934 год
12 мая приказом по войскам УкрВО № 0038 был сформирован 15-й ск с управлением в г. Чернигове.
В июне столица Украинской Социалистической Советской Республики перенесена из Харькова в Киев. Украинское правительство и командование Украинского военного округа переехали в Киев.
1935 год
1 января
Корпус находился в УкрВО с управлением в г. Чернигове.
На 1.01 управление корпуса содержалось по штатам кадрового корпуса. 2-я к сд смешанная сд, 46-я смешанная сд, 7-я территориальная сд (тип «А»). Смешанные и территориальные дивизии (тип «А») после развёртывания до штатов военного времени выделяли кадр для формирования дивизий 2-й очереди (некоторые — и для 3-й очереди).
По плану мобилизационного развёртывания на 1935 год 15-й ск (кадровый) должен был сформировать управление 27-го ск.
2-я Кавказская сд смешанная сд являлась дивизией 1-й очереди, она формировала дивизию 2-й очереди — 159-ю сд.
46-я смешанная сд являлась дивизией 1-й очереди, разворачивается до штатов военного времени.
7-я территориальная сд (тип «А») являлась дивизией 1-й очереди, она формировала дивизию 2-й очереди — 131-ю сд.
27 февраля командиром 7-й сд назначен комбриг В. М. Турчан.
17 мая образован Киевский военный округ. В его составе должны были быть 6, 8, 15, 17-й ск.
17 мая в состав Харьковского военного округа вошли 7-й и 14-й ск (3, 23, 25, 30, 41, 75, 80 стрелковые дивизии).
В июне 15-й ск вошёл в состав КиевВО.
1 июля 15-й ск имел состав:
- Управление корпуса в г. Чернигове.
- 15-й корпусной ап, штаб в г. Чернигове.
- 7-я Черниговская дважды Краснознамённая, ордена Трудового Красного Знамени сд имени М. В. Фрунзе, командир дивизии Турчан В. М.

Состав дивизии:
- - Управление дивизии в г. Чернигове[13][14]. Дивизия территориальная[14].
  - 7-й дивизионный ап, штаб в г. Конотопе.
  - 19-й сп Нежинский, штаб в г. Нежине.
  - 20-й сп Черниговский, штаб г. Чернигове.
  - 21-й сп, штаб в г. Ромнах.
- 46-я сд, командир дивизии Головкин В. Г.

Состав дивизии:
- - Управление дивизии в г. Коростене (в 2012 г. Житомирской области)[14][15]. Дивизия смешанная[14]. Дивизия кадровая[1][15].
  - 46-й дивизионный ап, штаб в г. Коростене.
  - 137-й сп Киевский, штаб в Коростене.
  - 136-й сп Приднепровский, штаб в пос. Лугины (10 км к северо-западу от Коростеня, в 2012 г. Житомирской области).
  - 138-й сп Переяславский, штаб в г. Малине (20 км к юго-востоку от Коростеня, в 2012 г. Житомирской области).
- 2-я Кавказская стрелковая дивизия им. тов. Стёпина.

Состав дивизии:
- - Управление дивизии — г. Овруч (30 км к северу от Коростеня, в 2012 г. Житомирской области)[16][14]. Дивизия смешанная[14].
  - 2-й Кавказский дивизионный ап — г. Овруч.
  - 5-й Кавказский стрелковый полк — г. Овруч.
  - 7-й Кавказский стрелковый полк — г. Овруч.
  - 6-й Кавказский стрелковый полк — г. Янов.

1936 год
2-я Кавказская стрелковая дивизия им. тов. Степина (смешанная) в июле 1936 переименована в 60-ю Кавказскую сд им. Степина. Дивизия взаимодействовала с Коростеньским укреплённым районом.
1938 год
26 июля Главный военный совет Красной Армии принял постановление преобразовать Киевский военный округ в Киевский особый военный округ (далее КОВО), а в округе создать группы армейского типа. Управление Житомирской армейской группы разместилось в г. Житомире. Житомирская группа включала территории Житомирской, Киевской и Черниговской областей. Формирование управления армейской группы должно было закончиться к 1 сентября.
Советское правительство, видя бесплодность дипломатических шагов по организации коллективного отпора германскому агрессору, принимает ряд мер военного характера в интересах оказания помощи Чехословакии в соответствии с заключённым в 1935 году договором. Эти меры охватывают и Киевский особый военный округ. В сентябре войска Житомирской армейской группы срочно пополняются личным составом, боевой техникой, боеприпасами и горючим.
20 сентября для оказания помощи Чехословакии войска Житомирской армейской группы по директиве народного комиссара обороны СССР К. Е. Ворошилова приводятся в боевую готовность и выводятся в район западнее г. Новоград-Волынского к 23 сентября. В состав группы входили: 15-й стрелковый корпус и 8-й стрелковый корпус (7-я стрелковая дивизия, 44-я стрелковая дивизия, 45-я стрелковая дивизия, 46-я стрелковая дивизия, 60-я стрелковая дивизия, 81-я стрелковая дивизия и 87-я стрелковая дивизия).
Войска Житомирской армейской группы находились в боевой готовности вблизи государственной границы СССР до октября. После захвата Германией Судетской области Чехословакии боевая готовность была отменена.
1939 год
В праздничный день 23 февраля все бойцы и командиры в индивидуальном порядке приняли новую военную присягу на верность социалистическому Отечеству.
15 мая
60-я сд имела численность 6500 чел. (г. Овруч)
87-я сд имела численность 6500 чел. (г. Белокоровичи)
46-я сд имела численность 6500 чел. (г. Коростень)
45-я сд имела численность 6500 чел. (г. Новоград-Волынский)
7-я сд имела численность 5220 чел. (г. Чернигов)
25 августа в округе началось формирование новых управлений стрелковых корпусов, перевод кадровых стрелковых дивизий на новый штат в 8900 человек и развёртывание дивизий в 6000 человек. Мероприятия эти проводились по директивам НКО СССР № 4/2/48601-4/2/48611 от 15.8.1939. 7-я стрелковая дивизия. Управление дивизии в г. Чернигове, областном центре Черниговской области. Командование дивизии формировало новую 7-ю сд в г. Чернигове, а также 130-ю в г. Прилуках Черниговской области, 131-ю сд в г. Бердичеве Житомирской области.
С 1 августа по 1 декабря 1939 г. командование Красной Армии планировало провести в УРах следующие мероприятия:
- 46-я сд: перевести на кадр третьи стрелковые батальоны в трёх стрелковых полках 46-й сд, оставив вместо них кадры по 22 человека применительно к штату № 9/821. Всего личного состава 729 чел.
- 60-я сд: перевести на кадр третьи стрелковые батальоны в трёх стрелковых полках 60-й сд, оставив вместо них кадры по 22 человека применительно к штату № 9/821. Всего личного состава 729 чел.[21]

16 сентября 1939 года сформирована Шепетовская армейская группа, которая вошла в состав Украинского фронта. В состав группы вошёл 15-й ск в составе корпусных частей, 60-й сд, 45-й сд, 87-й сд.
На северном фланге УФ на участке от Олевска до Ямполя развернулись войска Шепетовской армейской группы, которой была поставлена задача нанести удар по польским войскам, решительно и быстро наступать в направлении г. Ровно.
В районе г. Олевска развернулась 60-я стрелковая дивизия с задачей наступать на г. Сарны. В районе Городница — Корец развернулся 15-й стрелковый корпус с задачей сначала выйти на р. Горынь, а к концу 17 сентября занять г. Ровно. 8-й стрелковый корпус развернулся в районе г. Острог — г. Славута, должен был к исходу 17 сентября занять г. Дубно. 18 сентября 15-й и 8-й стрелковые корпуса должны были занять г. Луцк и далее двигаться в сторону г. Владимира-Волынского.
17 сентября С 5:00 до 6:00 войска армейской группы перешли границу, сломив незначительное сопротивление польских пограничных частей. Около 18:00 передовой отряд 45-й стрелковой дивизии 15-го ск занял г. Ровно, где в плен были взяты небольшие польские части.
18 сентября Шепетовская армейская группа переименована в Северную армейскую группу. 7:00. 36-я танковая бригада 8-го ск заняла г. Дубно, в котором в плен были взяты тыловые части 18-й и 26-й польских пехотных дивизий. Приблизительно в 17:00 36-я легкотанковая бригада 8-го ск и разведывательный батальон 45-й стрелковой дивизии 15-го ск вступили в г. Луцк.
19 сентября
На правом фланге армейской группы к утру 60-я стрелковая дивизия 15-го ск достигла позиций польского Сарненского укреплённого района (далее Ура) и завязала бои за овладение им. Польские укрепления находились на правом берегу р. Случь, и это обстоятельство осложняло борьбу с ними.
87-я стрелковая дивизия 15-го стрелкового корпуса в районе Костополя вступила в бой с противником силой до 2 пехотных полков с артиллерией.
В 23:30 передовой подвижный отряд соседа слесва 36-я легкотанковая бригада 8-го ск после небольшого боя с польскими войсками вступила в город Владимир-Волынский.
20 сентября 60-я сд 15-го ск штурмовала Сарненский УР.
21 сентября
В течение двух дней войска 60-й сд 15-го ск прорвали Сарненский УР на фронте Тынне — Князь-Село и 21 сентября вступили в г. Сарны.
В 4:00 разведывательный батальон 45-й стрелковой дивизии 15-го ск вступил в г. Ковель.
21—22 сентября 87-я стрелковая дивизия на рубеже Навуз, Боровичи уничтожила части 3-го польского пехотного полка.
В 10:30 в штаб Украинского фронта поступил приказ наркома обороны СССР № 16693, об остановке войск на линии, достигнутой передовыми частями к 20:00 20 сентября. Перед войсками ставилась задача находиться в состоянии полной боеготовности, быть готовыми двигаться далее.
22 сентября
44-я и 81-я сд 8-го стрелкового корпуса вышли на фронт Владимир-Волынский — Сокаль.
К закату солнца войска Северной армейской группы вышли на линию населённых пунктов г. Ковель — Рожище — г. Владимир-Волынский — Иваничи.
Войска Северной армейской группы 23 сентября возобновили продвижение на запад. На северном фланге наступали соединения 15-го стрелкового корпуса.
24 сентября в 00:30 разведбатальон 45-й стрелковой дивизии 15-го ск вошёл в г. Любомль. Временная администрация города приступила к оказанию помощи населению, так как в городе отсутствовали продукты.
До 25 сентября 60-я стрелковая дивизия 15-го ск собирала в Сарненском УРе оружие и боеприпасы. В 14:30 25 сентября 36-я легкотанковая бригада, форсировав р. Западный Буг, достигла г. Холма (Хелма) и, собрав силы в кулак, атаковала город. Войска 15-го стрелкового корпуса начали 25 сентября форсировать реку Западный Буг.
26 сентября
В 14:00 с боями 36-я легкотанковая бригада 8-го ск захватила г. Холм (Хелм). Были взяты трофеи.
Войска 15-го стрелкового корпуса 25—26 сентября форсировали реку Западный Буг.
26—27 сентября 36-я легкотанковая бригада 8-го ск охраняла г. Холм, ожидая подтягивания пехоты 15-го стрелкового корпуса.
28 сентября Северная армейская группа переименована в 5-ю армию. 36-я легкотанковая бригада выступила в направлении г. Люблина, но, достигнув в 12:00 населённого пункта Пяски, выяснилось, что город занят германскими войсками.
К 29 сентября соединения 15-го стрелкового корпуса вышли на фронт Влодава — Пугачув — Пяски, где были остановлены.
2 октября корпус был в составе 5-й армии Украинского фронта. Состав корпуса: корпусные части, 45-я стрелковая дивизия, 52-я стрелковая дивизия, 87-я стрелковая дивизия.
1940 год
1 января
45-я стрелковая дивизия. Командир дивизии генерал-майор Г. И. Шерстюк. Штаб дивизии в городе Ковель.
Штаб 178-го артиллерийского полка находился в селе Дольск Ковельского района Волынской области. Подразделения полка размещались в сараях и неприспособленных помещениях. Слабая подготовка личного состава, сильные морозы и большое количество новобранцев из Азербайджана и Грузии, не знавших русского языка, сделали полк в эту зиму небоеспособным. А размещался этот полк у границы в первом эшелоне.
1 февраля
Штаб 178-го артиллерийского полка в городе Любомль Ковельского района Волынской области.
Командование округа зимой провело реорганизацию 45-й дивизии и 178-й артполк был переведён под город Любомль, а личный состав полка сформировали из призывников осени 1939 года, тех самых которые призывались по новому Закону о всеобщей воинской обязанности от 1 сентября 1939 года. Среди них были студенты-первокурсники, и лица, имевшие ранее отсрочки от призыва — большинство со средним образованием. При этом младшие командиры, которые дослуживали третий год, преимущественно имели только начальное образование. Это приводило к конфликтам с новыми призывниками.
29 февраля командиром корпуса назначен Герой Советского Союза, кавалер ордена Ленина полковник И. И. Федюнинский.
Апрель
Занятия по боевой подготовке укрепляли боевую готовность, но выматывали личный состав. Рядовой 178-го артполка Казаков А. Н. вспоминал, что несмотря на приличный паёк (одного хлеба 800 грамм) есть хотелось постоянно.
Весной старослужащих младших командиров уволили в запас и заменили их недоучившимися курсантами полковой школы. Ближе к лету вместо будёновок ввели новый головной убор — пилотки.
Июнь
Сотрудничество СССР с Германией вызывало неоднозначную реакцию среди красноармейцев. Казаков А. Н. в мемуарах с сарказмом охарактеризовал усилия официальной пропаганды, направленные на разъяснение нового курса: «Сдерживаемся, чтобы не кричать „Хайль Гитлер!“» Подразделения 45-й сд выехали на манёвры на Поворский полигон (20-25 км к востоку от Ковеля). Манёвры запомнились тяжёлым ночным маршем с полной выкладкой.
9 июня Генеральный штаб Красной Армии подготовил проект директивы, в которой из войск КОВО для операции по освобождению Северной Буковины, в частности привлекалось и управление 15-го ск.
10 июня до 1:00 Генштаб направил командующему войсками КОВО генералу армии Г. К. Жукову шифротелеграмму о приведении в готовность управлений стрелковых корпусов с корпусными частями, стрелковых дивизии, танковых бригад, артполков РГК и всех понтонные средств.
В пункте 2 директивы приказано: привести в боевую готовность, подготовить к переброске по железной дороге и к движению походом: управление 12-й армии,…, управления …, 15-го стрелковых корпусов с корпусными частями, …, 7-ю, 141-ю, 131-ю, 62-ю, 60-ю, 146-ю, 130-ю, … стрелковые дивизии, …
В пункте 5 директивы приказано: на подготовку к выступлению отводится один день, начало переброски и движения с 00:05 минут 11 июня.
20 июня в 21.40 Генштаб через делегатов прислал командующему войсками КОВО генералу армии Г. К. Жукову директиву наркома обороны СССР и начальника Генштаба № 101396/СС о начале сосредоточения войск и готовности к 22.00 24 июня к наступлению с целью разгромить румынскую армию и занять Бессарабию. Командующим войсками Южного фронта назначен генерал армии Г. К. Жуков. Штаб фронта в г. Проскурове. Командующим войсками 12-й армии назначен генерал-лейтенант Я. Т. Черевиченко, заместителем командующего назначен генерал-лейтенант тов. Ф. А. Парусинов. Штаб армии в Коломыя.
Управление 15-го стрелкового корпуса, корпусные части, 7-я и 141-я стрелковые дивизии, 120-й артполк РГК сосредоточивались в районе Городенка, Филипковцы, Новосюлка-Костюкова.
Командование Южного фронта в 11:15 24 июня отдало своим войскам приказ № 2/М, в котором была сформулирована боевая задача корпуса: 15-й ск в исходном положении 23 июня на участке фронта Стецова (искл.), Серафиньце с целью наступать в направлении Коленковцы, Сталинешты {Стальновцы}, форсируя реку Прут на участке Мамалыга, Радэуць. Сосед справа 17-й ск, сосед слева 192-я сд.
28 июня
В 11:00 советские войска получили новую задачу — без объявления войны занять Бессарабию и Северную Буковину. Войска 15-го стрелкового корпуса: 7, 141-я сд, 120-й ап РГК находились в районе Городенка, Филипковцы, Новосюлка-Костюкова для наступления в направлении г. Черновицы со стороны Городенка (7-я сд) и Синькув (141-я сд).
В 14:00 советские войска начали операцию по занятию территории Северной Буковины и Бессарабии.
В 14:30 штаб Южного фронта доложил Главному Военному совету о том, что из 12-й армии в Северную Буковину в числе других войск вступила 141-я стрелковая дивизия — она двинулась в район Залещиков.
К закату солнца 141-я стрелковая дивизия 15-го стрелкового корпуса заняла мост у Залещиков и продвигалась на юго-восток до Кадобестэ.
2 июля Штаб Южного фронта издал приказ № 017/сс для штабов армий об организации обороны границы.
3 июля в 14.00 советско-румынская граница была закрыта. Таким образом войска Южного фронта выполнили поставленную перед ними задачу. Главные силы приступили к изучению новых районов дислокации и плановой боевой и политической подготовке войск.
6 июля СНК СССР принял постановление № 1193 — 464сс, по которому территория Северной Буковины была включена в состав КОВО, а Бессарабии — в состав ОдВО, и предусматривалось проведение организационных мероприятий в Красной Армии. Управление корпуса убыло к месту постоянной дислокации.
В сентябре народный комиссар o6ороны СССР Маршал Советского Союза С. К. Тимошенко провёл проверку войск округа и (по свидетельству Жукова Г. К.) дал хорошую оценку результатам смотровых учений. Однако следствием этой проверки стали приказы наркома № 217 и № 245, ужесточавшие и без того суровую дисциплину. Войска предписывалось тренировать только в полевых условиях, учреждались дисциплинарные батальоны, увеличивались права командиров — для выполнения приказа командир теперь имел право применять силу и оружие.

## 1941 год
В апреле вступил в командование корпусом полковник И. И. Федюнинский.
С начала и почти до конца мая полковник И. И. Федюнинский объезжал части корпуса, познакомился с командирами дивизий, полков, батальонов, проверял боевую готовность войск, уточнял на месте задачи частей и подразделений в случае развёртывания боевых действий на границе.
15 мая начался летний период обучения учебного 1940—1941 годов.
Вооружённые силы Германии разгромили и оккупировали Францию.
1 июня
Общая задача войск округа состояла в том, чтобы оборонять государственную границу от н.п. Влодава на р. Зап. Буг (севернее р. Припять) до с. Липканы в Молдавии. В случае войны войска округа, как и других приграничных округов, должны были отразить первые удары противника, прикрыть отмобилизование и развёртывание главных сил Красной Армии.
5-я армия закрывала луцко-ровенское направление. В случае войны армия должна была, опираясь на Ковельский, Владимир-Волынский и Струмиловский укреплённые районы, не допустить прорыва противника. В первом эшелоне армии развёртывались четыре дивизии 15-го и 27-го стрелковых корпусов с задачей оборонять государственную границу от н.п. Влодавы (от р. Припять) до н.п. Крыстынополя протяжённостью 176 км. Во втором эшелоне армии находились 22-й механизированный корпус и 135-я стрелковая дивизия 27-го стрелкового корпуса.
Войска корпуса находились в летних лагерях или казармах на разном удалении от государственной границы (от 40 километров и более). По одному полку от каждой из трёх дивизий было занято строительством полевых укреплений. Артиллерийские полки находились на учебных сборах на Повурском артиллерийском полигоне. При угрозе нападения на Советский Союз они должны были по сигналу из штаба округа занимать заранее подготовленные позиции.
15-й стрелковый корпус (45, 62, 87-я стрелковые дивизии, 231-й кап, 264-й кап).
Командир корпуса Герой Советского Союза полковник И. И. Федюнинский. Заместитель командира корпуса по политической части полковой комиссар М. П. Быстров. Управление корпуса в г. Ковель.
Корпус должен был занимать оборону от н.п. Влодава на правом фланге до г. Владимир-Волынский на левом фланге. В центре обороны находились шоссейная и железная дорога проходящие через г. Любомль.
45-я стрелковая дивизия (10, 61, 253-й стрелковые полки, 178-й ап, 267-й гап). Командир дивизии генерал-майор Г. И. Шерстюк. Управление дивизии в городе Ковель. Дислокации: 10-й сп в г. Шацк, 61-й сп в г. Любомль, 178-й ап в г. Любомль, 41-й мсп 41-й тд в г. Любомль, 253-й сп в г. Ковель.
98-й пограничный отряд НКВД (Любомльский). Начальник отряда подполковник Г. Г. Сурженко. Штаб в г. Любомль. Охранял участок границы от с. Корытница до м. Крыстынополь.
62-я стрелковая дивизия (306, 123, 104-й стрелковые полки, …-й ап, 150-й гап). Командир дивизии полковник М. П. Тимошенко. Дислокации: 306-й сп в м. Штунь, 123-й сп в с. Мосур, 104-йсп.
87-я стрелковая дивизия (16, 283, 96-й стрелковые полки, 197-й ап, 212-й гап). Командир дивизии генерал-майор Ф. Ф. Алябушев. Дислокации: 16-й г. Владимир-Волынский, 283-й Когильно, 96-й Микуличи. Дивизия должна была занимать Владимир-Волынский УР с центром обороны на границе г. Устилуг.
Укреплённый район № 2 Владимир-Волынский. Штаб в г. Владимир-Волынский.
90-й пограничный отряд НКВД (Владимир-Волынский). Начальник отряда майор М. С. Бычковский. Штаб в г. Владимир-Волынский. Охранял участок границы от с. Корытница до м. Крыстынополь.
41-я танковая дивизия (81 и 82-й тп, 41-й мсп, 41-й гап) 22-го механизированного корпуса. Командир дивизии полковник Пётр Петрович Павлов. Управление дивизии в г. Владимир-Волынский.
Дислокации: почти вся 41-я тд в г. Владимир-Волынск, 41-й мсп в местечке Любомль в 40 км к западу от г. Ковеля. Дивизия имела задачу с началом боевых действий сосредоточиться в районе г. Ковель и быть готовой наносить контрудары.
10 июня из глубины приграничной полосы Германии началось выдвижение в исходные районы войск (для пехотных дивизий 7-20 км, для танковых и моторизованных 30-50 км от границы).
14 июня
14 июня перед строем подразделений было прочитано известное сообщение ТАСС. В данном сообщении утверждалось, что слухи о нападении Германии являются ложью и провокацией, а Германия неуклонно выполняет условия договора 1939 года.
По свидетельству Казакова А. Н., обеспокоенное еврейское население города Любомля обратилось за помощью и защитой к расположенному там подразделению 45-й дивизии. Боеспособные мужчины были распределены по частям, а остальных отправили в Ковель. При этом основная часть местного населения уклонялась от мобилизации.
15 июня. В июне с разрешения наркома обороны командующий войсками округа выдвинул 62-ю сд корпуса из г. Луцка на границу. В Поворский (Повурский) лагерь из далёкого Коростеня прибыла 193-я сд (резерв округа).
18 июня. На германской стороне слышен повсюду шум моторов. Это войска заняли исходные позиции непосредственно у границы. Советская сторона сохраняла спокойствие. Вечером шум моторов стих.
Вечером 18 июня на советскую сторону в пограничный отряд перешёл германский солдат, который сообщил вызванному в отряд полковнику И. И. Федюнинскому дату нападения Германии на Советский Союз — 4:00 22 июня.
19 июня. С разрешения командующего войсками 5-й армии командир корпуса выдвинул в леса к границе по два стрелковых полка 45-й и 62-й сд, не занятых на строительстве укреплений, для ускорения окончания строительства укреплений в предполье укреплённого района. Также были вызваны артиллерийские полки с артполигонов.
21 июня
По свидетельству Казакова А. Н., 21 июня в 178-й ап 45-й сд по телефону поступил приказ о передаче запасных частей к орудиям в дивизионные артиллерийские мастерские для комплектования. С точки зрения артиллеристов требование было явно абсурдным (комплекты запчастей к орудиям выпуска 1939 года даже не были распакован) и вызвало резкое сопротивление командиров батарей.
Поздно вечером с манёвров на Поворском полигоне с трудом успел прибыть второй дивизион 178-го артполка, а от 98-го Любомльского погранотряда сообщили что немцы готовят понтоны к переправе через Западный Буг. Проводная связь со штабом дивизии уже не действовала.
Вечером на советскую сторону в 90-й погранотряд НКВД (начальник отряда майор М. С. Бычковский) пришёл германский солдат и сообщил о наступлении германской армии в 4:00. Об этом были проинформированы командующий войсками 5-й армии, командиры 87-й сд 15-го ск и 41-й тд 22-го мк.
22 июня
Город Ковель. В половину второго ночи полковник Федюнинский получил приказ от командующего войсками армии по простому телефону о поднятии дивизий корпуса по тревоге. Связь ВЧ была нарушена, а вскоре и простая связь замолчала. Машины посланные за командиром корпуса и начальником штаба корпуса были обстреляны неизвестными.
Город Ковель. На рассвете появились германские самолёты и началась бомбёжка, штаб корпуса остался в ратуше в городе, а не вышел на полевой командный пункт. На границе слышна была канонада.
Около четырёх утра залпы тяжёлой артиллерии обрушились на расположение 178-го артполка 45-й сд, но поначалу их сочли провокацией.
Первыми в бой вступили пограничники. На правый фланг 98-го пограничного отряда НКВД наступал пехотный полк 213-й охранной дивизии, на г. Любомль полки 56-й пд, на с. Штунь полки 62-й пд 17-го армейского корпуса 6-й полевой армии. 98-й пограничный отряд НКВД (Любомльский) охранял участок границы от Влодавы до с. Корытница, 90-й пограничный отряд НКВД (Владимир-Волынский) — от с. Корытница до м. Крыстынополь. С началом боевых действий погранотряды перешли в подчинение командиров соединений.
До 5:00 находящиеся вблизи границы дивизии и полки корпуса вышли вплотную к границе и смогли сменить ведущих бой пограничников. Корпус занял оборону на фронте приблизительно в 100 километров — от Влодавы до г. Владимира-Волынского. Против двух полков правофланговой 45-й стрелковой дивизии (третий полк шёл к границе) действовала пехотная дивизия противника, наносившая удар вдоль дорог в направлении Любомля и Ковеля. Два полка 62-й стрелковой дивизии тоже вели бой с пехотной дивизией. Труднее всего пришлось отражать нападение левофланговой 87-й дивизии, занявшей двумя полками укреплённый район в г. Устилуге, строительство которого не успели закончить. На этом направлении наступали германские 44-я пехотная и 14-я танковая дивизии.
8:00. Корпус, оборонявшийся на фронте до 100 километров, подвергся атакам нескольких германских дивизий. Несмотря на численное превосходство противника, части корпуса выдержали первый натиск врага.
41-я тд 22-го мк получила прежнюю задачу — основными силами прикрывать Ковельский район. 45-я сд получила на усиление 41-й мсп, находившийся в м. Любомль. Полк выбил противника из с. Рымачей. 87-я сд получила на усиление один танковый полк (лёгкие танки Т-26). Отдельные части и подразделения дивизии использовались для выполнения второстепенных задач — прикрытия штабов, борьба с воздушными десантами.
11:00. Танковый полк 41-й тд, 96-й сп 87-й сд и 178-й ап 45-й сд получили задачу наступать в направлении Хотячева, г. Устилуг и выйти на реку западный Буг на участке г. Устилуг, г. Чернткув. Полки отбросили германцев с захваченной территории и во второй половине дня 22 июня овладели районом Хотячева, деблокировав при этом гарнизоны Дотов Владимир-Волынского УРа из состава 19-го пулемётного батальона.
Днём воины корпуса остановили продвижение германцев и штыковыми ударами сбросили его в Западный Буг. В полдень политруки объявили в ротах и батареях, что это не провокация друзей-германцев, а война. Три германские пехотные дивизии (общим числом до 48 тысяч человек) имея численный перевес против двух советских (общим числом до 20 тысяч человек) (в книге Краснознамённый Киевский авторы из состава корпуса исключили 87-ю сд) снова форсировали реку и к закату солнца захватили плацдарм на советской территории. Весь день корпус поддерживал огнём своих орудий 1-й отдельный Краснознамённый дивизион бронепоездов под командованием майора Г. А. Макаева.
178-й ап 45-й сд весь день вёл огонь по противнику пытавшемуся переправиться через реку с огневых позиций, находившимся западнее г. Любомля. Огонь батареи лейтенанта Лыксяка не позволил противнику переправиться на небольшом участке реки, но и эта победа стала победой над блицкригом.
В 21 час 15 минут 22 июня 1941 г. народный комиссар обороны Маршал Советского Союза С. К. Тимошенко приказал в директиве № 3 мощными концентрическими ударами механизированных корпусов, всей авиацией Юго-Западного фронта и других войск 5-й и 6-й армий окружить и уничтожить группировку противника, наступающую в направлении г. Владимир-Волынский Волынской области — г. Броды Львовской области. К исходу 24 июня овладеть районом города Люблина (Германия). Войска ночью начали подготовку к наступлению.
В ночь с 22 на 23 июня 41-я тд 22-го мк находилась в районеКовеля и прикрывала этот город.
23 июня
22-й мк (без 41-й тд) в ночь с 22 на 23 июня совершал марш к границе. Корпус прошёл 50-км марш из района г. Ровно, Гоща в район Луцка. С утра 23 июня 19-я тд, 215-я мд, корпусные части приводили себя в порядок на днёвке в районе Дубице, Клепачев, Секиричи (все пункты 15-30 км сев.-вост. Луцка), готовясь вечером 23 июня выступить в предназначенный ему район Ковеля. 41-я танковая дивизия прикрывала район г. Ковеля.
6:00. Бои на границе разгорелись с новой силой. Войска корпуса и всей 5-й армии готовы были идти вперёд, но приходилось сдерживая превосходящего противника, с величайшим упорством отстаивать каждую пядь советской земли.
11:00. Отдельные заставы Любомльского пограничного отряда вели бой до 11.00, после чего по приказу командования отошли вместе с частями Красной Армии. За время боёв на границе отрядом уничтожено до трёх тысяч германцев.
22, 23 и 24 июня 45-я сд под командование генерал-майора Г. И. Шерстюка удерживала позиции на границе сохраняя за собой Любомль.
22, 23 и 24 июня 62-я сд под командованием полковника М. П. Тимошенко удерживала позиции на границе.
22 и 23 июня 87-я сд под командованием генерал-майора Ф. Ф. Алябушева удерживала позиции на границе.
К исходу 23 июня 98-й пограничный отряд сосредоточился в Любомле, где получил задачу оборонять город и прикрыть отход частей 45-й стрелковой дивизии. Подразделения отряда заняли оборону на окраине города. 98-й пограничный отряд приступил к охране тылов 15-го стрелкового корпуса.
Далее, перейдя в наступление из района Хотячева, 96-й сп 87-й сд и тп 41-й тд к 13.00-14.00 овладели юго-восточной частью Устилуга, при этом полки разгромили артиллерийскую колонну 298-го германского ап, двигавшуюся по шоссе между Устилугом и Пятыднями.
К исходу положение 87-й сд ухудшилось, её обошли с флангов и отрезали от войск корпуса. Оставшиеся в исправности танки танкового полка 41-й тд отошли на север в район Туропина, где заняли огневые позиции по берегу реки Турья, прикрывая ковельское направление.
24 июня
22-й мк (без 41-й тд) из района днёвки Дубице, Клепачев, Секиричи в ночь с 23 на 24 июня совершал марш в предназначенный ему район г. Ковеля. По приказу командующего войсками 5-й армии корпус должен к 4:00 24.06 сосредоточиться: 215-й мд в районе колхоз Анусин, колхоз Замлынье (10-15 км севернее г. Владимир-Волынского), придав ей танковый полк 41-й тд, действовавший с 87-й сд, а 19-й тд сосредоточится в районе леса севернее м. Войницы. Корпус имел задачу: совместно с войсками 27-го стрелкового корпуса ударом в направлении клх. Анусин, г. Владимир-Волынский и ударом в направлении Войница, Владимир-Волынский уничтожить владимир-волынскую группировку противника. 22 мк
К сожалению, к утру 24 июня 19-я тд 22-го мк ещё не прибыла на исходный рубеж, и по этой причине контрудар был перенесён на более поздний срок — до прибытия дивизии.
В 8:00 14-й германская тд, при поддержке авиации, опередив советские войска, атаковала 135-ю сд 27-го ск из леса севернее м. Войницы и потеснила её на 5-6 км к востоку. Сосредоточенным огнём по танкам и мотопехоте противника советской артиллерийской группы дальнейшее их продвижение было остановлено.
К 13:00 в лес севернее Шельвува сосредоточилась 19-я тд. Имевшиеся в строю 45 танков и 12 бронеавтомобилей были сведены в один танковый полк, который командование сосредоточило в районе клх. Пасека. Это был тыл 87-й сд.
В 14:00 19-я тд (сводный тп и 19-й мсп) во взаимодействии с 135-й сд после короткого огневого налёта артгруппы атаковала противника в направлении кхл. Пасека, м. Войница.
Командующий войсками фронта генерал-полковник М. П. Кирпонос организовал контрудар 22-го и 15-го механизированных корпусов по наступающим моторизованным корпусам германцев. Этими усилиями блицкриг противника затормозил.
Часть сил 87-й сд была окружена юго-восточнее Владимира-Волынского.
Противник выбил части 87-й сд из Владимира-Водынского. 16-й сп и 212-й гап, державшие оборону в городе, отходили вдоль дороги на г. Луцк. Основные силы дивизии оказались окружёнными юго-восточнее города Владимира-Волынского. 16-й сп и 212-й гап соединились со 135-й сд 27-го ск, двигавшейся к границе.
К 16:30 19-я тд 22-го мк заставила противника отходить на рубеж Войница, м. Локачи.
В 17:00 германцы атаковали левый фланг 19-й танковой и 135-й стрелковоы дивизий. 19-я тд провела двухчасовой бой, потеряв большую часть своих танков, а 135-я сд и 1-я артиллерийская противотанковая бригада — много личного состава и матчасти артиллерии, с 19:00 начали отходить на рубеж Станиславовка, Ульянки, Одероды. Контрударом 22-го мк руководил командир корпуса генерал-майор С. М. Кондрусев, который и погиб в этом бою. Положение 87-й сд оставалось тяжёлым.
К 20:00 24 июня 215-я моторизованная дивизия, командир дивизии полковник П. А. Барабанов, 22-го мк своим авангардным 711-м мотострелковым полком, командир полка полковник Сладков, вышла в район м. Верба и сходу вступила в бой, отбросив части 298-й германской пехотной дивизии, овладела высотами в этом районе.
25 июня
Подошедшие главные силы 215-й мд (без танкового полка) 22-го мк в течение ночи 25 июня занимали исходное положение для наступления на рубеж Верба, Овадно (8 км севернее г. Владимира-Волынского), готовясь по решению командира дивизии полковника Барабанова в 4.00 25 июня атаковать противника.
19-я тд 22-го мк к утру 25 июня отошла на рубеж Хорохорин, Одероды, где и закрепилась.
4:00. Противник, зная о подошедшей с северо-востока к Владимиру-Волынскому 215-й моторизованной дивизии, силами 298-й германской пехотной дивизии на рассвете 25 июня внезапно атаковала её при поддержанная артиллерией и авиацией.
Тылы корпуса охранял 98-й Любомльский пограничный отряд НКВД — начальник отряда подполковник Г. Г. Сурженко.
Утром 25 июня противник бросил в бой 35 танков и до полка пехоты, прорвал оборону корпуса в районе шоссе. На ликвидацию прорыва была брошена 1-я комендатура, в составе которой действовала и 2-я погранзастава. Под прикрытием огня артиллерийского дивизиона пограничники перешли в контратаку. Младший политрук С. М. Бабурин вместе со своими бойцами с ходу атаковал германцев. Враг не выдержал стремительного напора пограничников и побежал назад. Подоспевшие подразделения 45-й сд, оборонявшей г. Любомль вместе с бойцами 1-й комендатуры, отбросили германцев на четыре километра от города.
Командный пункт 15-го стрелкового корпуса находился в ??? г. Ковель. С запада в обороне города стояла 41-я тд 22-го мк.
45-я сд занимала оборону у г. Ковеля от с. Скибы и севернее дороги Любомль — Ковель.
62-я сд занимала оборону у г. Ковеля южнее дороги Любомль — Ковель до с. Станок.
Часть сил 87-й сд вела бой в окружении юго-восточнее г. Владимир-Волынский. Для их деблокады с севера от города вела бой 215-я мд 22-го мк.
В полосе обороны 87-й сд 25 июня ожесточённые бои происходили восточнее м. Торчин на рубеже Хорохорин — Одероды между 135-й сд, 19-й тд и 1-й аптрбр и 14-й германской тд. 16-й сп и 212-й гап 87-й сд действовали совместно со 135-й сд 27-го ск.
19-я тд 22-го мк на рубеже Хорохорин, Одероды днём отражала атаки 14-й германской тд наступавшей от г. Владимир-Волынский.
298-я германская пехотная дивизия вынудила 215-ю мд сначала перейти к обороне, а затем отойти к северу — на реку Турья. Этими действиями завершился контрудар второго эшелона 5-й армии по владимир-волынской группировке противника.
В районе Луцк — Дубно проходило ожесточённое танковое сражение.
25 июня, на исходе дня германцы потеснили войска 45-й сд на 15 км от границы и подошли к западной окраине г. Любомль. За городом дорога на г. Ковель. Командующий войсками 5-й армии генерал-майор танковых войск М. И. Потапов приказал во что бы то ни стало удержать город. Решение командарма командиры и политработники немедленно довели до личного состава 45-й стрелковой дивизии. Старшие командиры и политработники пошли в роты, провели с красноармейцами разъяснительную работу. Заместитель командира 15-го стрелкового корпуса по политчасти полковой комиссар М. П. Быстров накоротке побеседовал с коммунистами, помог им разобраться в обстановке. Дивизия единым порывом во взаимодействии с частью подразделений 41-й танковой дивизии пошла в наступление и отбросила противника от Любомля. В обороне города отличился личный состав 61-го сп под командованием полковника Г. С. Антонова, который четыре дня оборонял город. Стрелковый батальон под командованием старшего лейтенанта М. Ф. Скрипникова убил около тысячи германцев.
Окружённые юго-восточнее г. Владимир-Волынский полки 87-й сд 25 июня вырвались из окружения, но линия фронта уже отодвинулась на восток. Смертью храбрых погиб командир дивизии генерал-майор Ф. Ф. Алябушев. Командование дивизией принял начальник штаба полковник М. И. Бланк. Полковник Бланк и заместитель командира дивизии по политической части — начальник отдела политической пропаганды полковой комиссар П. У. Диденко сохранили боеспособность частей и подразделений дивизии, в течение последующих восьми суток они выводили людей из окружения.
Южнее на исходе дня передовые отряды германцев дошли до районов городов Луцка и Дубно.
Войска 5-й армии вечером оставили город Луцк. 13-я германская тд заняла город.
26 июня
В ночь с 25 на 26 июня управление 5-й армии переезжало из г. Луцка на новый командный пункт на восток по шоссе на г. Ровно.
26 июня командующий 5-й армией генерал-майор Потапов 22-му мк поставил новую задачу — соединения, 19-я тд и 215-я мд, занимали оборонительные рубежи во втором эшелоне армии, в частности части 19-й тд для обороны правого берега р. Стырь на участке Дубице, Луцк, Воротнев, Острожец в составе 131-й мд 9-го мк.
45-я и 62-я сд 15-го ск из района г. Ковеля с 7.00 26 июня также начали отход на восток на промежуточный рубеж Сушки, Шайно, Городелец (южнее г. Ковеля), продолжая обеспечивать оборону Ковельского узла с северо-запада частями 41-й тд 22-го мк. Отход основных сил корпуса прикрывали небольшие подразделения (арьергарды) мужественно отстаивая рубежи, жертвуя собой для спасения всего корпуса.
98-му пограничному отряду НКВД под г. Ковелем грозило полное окружение. Начальник погранотряда подполковник Г. Г. Сурженко вызвал начальника 2-й погранзаставы лейтенанта Данилова и младшего политрука С. М. Бабурина и поставил им задачу разведать слабые места в боевых порядках германцев. Несколько раз выходила застава то в одном, то в другом направлении, но всюду попадала на организованный огонь германцев. Лишь в северо-восточном направлении, где проходила заросшая кустарником лощина, их не оказалось. Прикрываясь пулемётным огнём, отряд направился по маршруту, выявленному разведчиками. Германцы обнаружили прорыв пограничников, когда последнее подразделение вышло из лощины и, заняв оборону, открыло ответный огонь. Во время выхода из окружения многие пограничники погибли или получили ранения. С тяжёлым ранением выбыл из строя и младший политрук С. М. Бабурин.
215-я моторизованная дивизия 22-го механизированного корпуса сосредоточивалась в районе с. Софиевки (на реке Стоход) за правым флангом армии (50 км восточнее г. Ковеля).
25—27 июня, пока в районе Луцк — Дубно шло танковое сражение, 178-й артполк 45-й сд готовился отразить возможную танковую атаку на свой южный фланг.
15-й ск (45-я, 62-я сд, 231-й и 264-й кап, другие части) с 41-й тд и подразделениями 215-й мд 22-го мк, 289-м гап РГК и 1-м отдельным дивизионом бронепоездов эвакуировал или уничтожал материально-технические ценности и запасы, имевшиеся в г. Ковеле и частью сил под прикрытием арьергардов организованно отходил на реку Стоход. Корпус двигался по дороге Ковель — Софиевка — Маневичи — Рафаловка — Сарны.
Основные силы 87-й сд под командованием полковника Бланка и полкового комиссара Диденко шли по тылам противника идя навстречу удаляющемуся на восток фронту.
28 июня
15-й ск с 41-й танковой дивизией и 215-й моторизованной дивизией 22-го механизированного корпуса, 289-м гаубичным артполком РГК и 1-м отдельным дивизионом бронепоездов организованно отходил на восток на рубеж обороны по реке Стоход, двигаясь по дороге Ковель — Софиевка — Маневичи.
Основные силы 87-й сд под командованием полковника Бланка полкового комиссара Диденко шли по тылам противника идя навстречу удаляющемуся на восток фронту.
Южнее 19-й мк вечером оставил г. Ровно и начал отход на рубеж реки Горынь.
В районе Луцк — Дубно проходило ожесточённое танковое сражение.
29 июня, воскресенье.
К утру 15-й ск организованно отошёл за реку Стоход, занял оборону на рубеже Малый Обхир, Бережницка, Кашовка, и начал создавать впереди этого рубежа полосу обеспечения глубиной до 12 км с передним краем по линии Черемошно, Мельница.
29 июня закончилось танковое сражение между советскими и германскими войсками на территории Украины. Войска Юго-Западного фронта это сражение проиграли и были вынуждены отступить от советско-германской границы на восток.
29 июня Ставка главного командования снова потребовала от командования Юго-Западного фронта закрыть разрыв линии фронта на участке Луцк, Станиславчик, с целью изолировать и уничтожить прорвавшуюся германскую мотомехгруппу. Для повторного контрудара привлекалась 5-я армия. Командарм-5 поставил задачу командиру 22-го мк: с утра 1 июля наступать с рубежа Пелча, Ромашевская в направлении Покошув, Долгошеи, г. Дубно. Уничтожить противника в районе Дубно, к исходу дня овладеть рубежом Муравица, Дубно. Эти соединения находились на правом фланге армии и их необходимо было перегруппировать на юг, так как угроза удара танковых соединений противника со стороны г. Бреста уже отпала. 15-й ск оставался на своём рубеже обороны.
1 июля
Днём, когда войска 22-го мк, находившиеся на левом фланге 5-й армии, заканчивали подготовку для нанесения контрудара по противнику, командарм-5 получил новый приказ командующего войсками ЮЗФ, в котором 5-й армии ставилась задача — продолжая во взаимодействии с 6-й армией ликвидацию прорыва на ровенском направлении, прочно закрепиться на оборонительном рубеже первой линии укреплённых районов. Этот приказ означал отступление ещё дальше на восток на реку Случь.
Командарм-5 генерал-майор М. И. Потапов оставил в силе приказ о контрударе 5-й армии в юго-восточном направлении на г. Дубно. Удар должен был, несмотря на его ограниченную глубину, на некоторое время сковать противника и облегчить отрыв войск армии от противника при отходе и обеспечить их планомерный отход на реку Случь, затем далее в КорУР и Но-ВУР.
Командарм-5 определил следующий порядок отхода: отвод войск 15-го ск начать вечером 1 июля, а 31-го, 27-го стрелковых и 22-го механизированного корпусов — утром 2 июля. 22-му мк к исходу 2 июля отойти на реку Горынь в район Подлужное, Берестовец, (иск.) Костополь. К 3 июля отойти в район Быстрицы, Новины.
22-й мк в 15:00 перешёл в наступление в общем направлении на г. Дубно.
Основные силы 87-й сд под командованием полковника Бланка и полкового комиссара Диденко шли по тылам противника, догоняя удаляющийся на восток фронт.
1 июля 178-й ап 45-й сд дошёл до мелководной речки Стоход и занял старые позиции, подготовленные ранее в ходе учений. Дивизию преследовала 56-я германская пехотная дивизия, но она отстала, и у бойцов появилась возможность отдохнуть.
Отход основной массы войск 5-й армии начался с наступлением темноты.
2 июля
45-я сд 15-го ск заняла оборону по реке Стоход. 56-я германская пд также перешла к обороне.
Контрудар 5-й армии из района Клевань в южном направлении заставил противника перебросить сюда дополнительно семь дивизий.
Противником захвачен г. Тарнополь.
3 июля
Войска 15-го ск, являясь правым флангом 5-й армии, планомерно отходили на позиции на рубеже р. Случь, прикрываясь арьергардами, используя минно-взрывные заграждения, лесные завалы, зажигательные средства и артиллерию, разрушая за собой мосты.
56-я германская пехотная дивизия вклинилась между 45-й и 62-й дивизиями корпуса. На юге, заняв Ровно, противник продвигался дальше, угрожая окружить всю 5-ю армию. Началось поспешное отступление корпуса, 45-я сд проходила более чем по тридцать километров в сутки.
Основные силы 87-й сд под командованием начальника штаба полковника М. И. Бланка и заместителя командира дивизии по политической части — начальник отдела политической пропаганды полковой комиссар П. У. Диденко шли по тылам противника идя навстречу удаляющемуся на восток фронту. Шедшая впереди разведка установила связь со штабом 62-й сд родного 15-го ск и согласовала совместный удар войск 87-й сд с германской стороны и 62-й сд с советской стороны по противнику с целью перехода линии фронта.
6 июля
Военный совет Юго-Западного фронта уделял большое внимание перестройке партийно-политической работы в военное время. В соответствии с директивой ЦК ВКП(б) и СНК СССР от 29 июня 1941 г. вся организаторская деятельность политуправления Юго-Западного фронта, Военных советов армий, политорганов корпусов, дивизий и полков была подчинена главной задаче — мобилизации сил личного состава на разгром врага. Командиры и политработники, пропагандисты и агитаторы, партийные и комсомольские активисты разъясняли справедливые, освободительные цели Отечественной войны, воспитывали у воинов любовь к Родине и жгучую ненависть к гитлеровским фашистским захватчикам, непоколебимую волю к достижению победы над врагом. Принимались меры для укрепления железной воинской дисциплины, повышения бдительности, морального духа личного состава, боеспособности соединений и частей.
Широкий размах приобрело воспитание на примерах беззаветного героизма. В те дни образцом для всего фронта служили подвиги бойцов и командиров 87-й сд и 1-й аптбр 5-й армии , 41-й сд и 99-й сд 6-й армии. Славным делам отважных командиров, политработников и красноармейцев посвящались боевые листки, листки-«молнии», листовки. О них писали дивизионные и армейские газеты, а также газета фронта «Красная Армия».
Политуправление проявляло особую заботу о правильном распределении партийных работников и политбойцов, прибывающих по мобилизации на укрепление первичных партийных организаций. Они прежде всего направлялись в части и подразделения, действовавшие в первых эшелонах.
Постоянно шёл приток в партию и комсомол, чтобы в подразделениях имелись полнокровные партийные и комсомольские организации. У воинов было огромное желание в трудную для Родины годину связать свою судьбу с партией Ленина. Поток заявлений возрастал день ото дня.
45-я сд 15-го ск отступала на восток. 178-й ап шёл в пешем строю, изнурённые люди засыпали на ходу. Рассчитывали на мощные укрепления, которые ждут на «Линии Сталина» (по границе СССР 1939 года).
7 июля
Утром 7 июля командарм-5 получил приказ командующего фронтом начать в ночь на 8 июля отвод войск 5-й армии на Коростенский УР, который занять к 9 июля.
7 июля 45-я сд прошла Сарны; 178-й ап прошёл через город без остановки. Перед Олевском в батареи приходили работники районного комитета партии агитировать желающих вступить в партизанский отряд.
9 июля
178-й ап 45-й сд пришёл в район Озеряны в КорУРе № 5. За семь дней полк прошёл 200 км, полностью выбившись из сил. Южнее в этот же день германцы взяли г. Житомир — угроза удара с юга сохранялась. Участок 178-го ап, севернее Озерян, мало интересовал вышестоящее командование, поскольку активных боевых действий здесь не предполагалось. Пехота отсутствовала, оборона возлагалась на артиллерию.

## В управлении корпуса служили
- майор В. И. Белодед в 1937—1939 гг. начальник химической службы корпуса.